# Aufnahmetisch

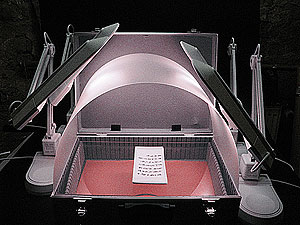
Kofferstudio

Aufnahmetische, im allgemeinen Sprachgebrauch auch Mini-Fotostudios genannt, werden heute hauptsächlich für die Produktfotografie eingesetzt. Es handelt sich dabei um Vorrichtungen zur idealen Ausleuchtung des zu fotografierenden Gegenstandes. 
Dazu wird der Gegenstand mit Tageslichtlampen oder entsprechenden Lichtbänken von mehreren Seiten ausgeleuchtet, um Farbtreue zu gewährleisten und Schattenbildung weitgehend zu vermeiden. Die Hohlkehle, also der kantenlose Hintergrund, wird entweder zur direkten Präsentation des Fotos, meist jedoch zum Zwecke einer möglichst einfachen Bildbearbeitung gewählt. Sie wird mit Hilfe eines Gestells fixiert, auf dem auch das zu fotografierende Objekt platziert wird.

## Variationen

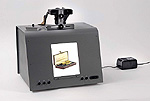
Fotobox

Es haben sich drei verschiedene Arten von Aufnahmetischen durchgesetzt, die jeweils für verschieden große, zu fotografierende Objekte sowie für unterschiedliche Einsatzzwecke ausgelegt sind.
- Kofferstudios: In einem tragbaren Behälter ist alles zur Aufnahme Benötigte wie Lampen, Hohlkehlen, Hintergründe verstaut, sodass Fotos vor Ort bzw. an beliebiger Stelle gemacht werden können
- Fotoboxen: Hierbei handelt es sich um feste Behältnisse mit eingebauter Rundumbeleuchtung und eingebauter Hohlkehle, in denen das Objekt wie auf einer Bühne fotografiert werden kann
- Mini-Fotostudios: Diese fest installierten Aufnahmetische im eigentlichen Sinne bieten die meisten Einstellungsmöglichkeiten (z. B. per Ausleuchtung durch steuerbare Lichtbänke) für die Fotografie, sodass hier die Aufnahmen mit der höchsten Qualität gemacht werden können

## Einsatz

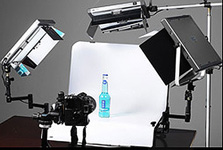
Fest installierter Aufnahmetisch (Mini-Fotostudio)

Kofferstudios sind die preiswertesten und wegen ihrer Mobilität flexibelsten Aufnahmetische. Ihre Nutzer sind unter anderem Sammler, Verkäufer in Online-Auktionshäusern, handwerkliche Schmuckhersteller, kleinere Unternehmen und Dentallabore. 
Feste Fotoboxen und professionelle Mini-Fotostudios zeichnen sich besonders durch eine erheblich höhere Lichtausbeute aus, die, anders als beim Kofferstudio, zeitaufwändigeres Feinjustieren der Lampen zur Erlangung einer optimalen Beleuchtung überflüssig macht. Durch die Beleuchtungsstärke der Leuchtmittel muss die Lichtquelle auch nicht so nahe an das Objekt herankommen.
Diese Aufnahmetischtypen kommen zum Beispiel bei der Erstellung industrieller Entwicklungsdokumentationen, Kataloge oder Lagerverwaltungen zum Einsatz. Weiterhin finden sie sich bei professionellen Fotografen, die für Aufnahmen mittlerer Produkte einen eigenen Ort dauerhaft eingerichtet haben.
- Siehe auch Tabletop-Fotografie

## Anforderungen
Hauptforderung der Produktfotografie ist das Freistellen der zu fotografierenden Objekte. Das Objekt soll also vom Hintergrund gelöst und schattenfrei – meist auf weiß – allein zur Geltung kommen. Das ist nur möglich, wenn mehrere Lichtquellen das Objekt von allen Seiten beleuchten. Im Idealfall wird es durch einen leuchtenden Untergrund auch von unten beleuchtet. 
Ein Sonderfall dieser schattenfreien Freistellung ist die Weichzeichnung des Schattenwurfs mittels einer Glas- oder Plexiplatte, die in 10–15 cm Höhe über dem Untergrund befestigt ist. Ein Schattenwurf der darauf liegende Objekte verschwimmt nun auf dem entfernten Untergrund und kann bei der anschließenden Bildbearbeitung leicht komplett wegretuschiert werden.